# Harlem (Florida)
Harlem es un lugar designado por el censo ubicado en el condado de Hendry en el estado estadounidense de Florida. En el Censo de 2010 tenía una población de 2.658 habitantes y una densidad poblacional de 966,35 personas por km².

## Geografía
Harlem se encuentra ubicado en las coordenadas 26°43′57″N 80°57′7″O / 26.73250, -80.95194. Según la Oficina del Censo de los Estados Unidos, Harlem tiene una superficie total de 2.75 km², de la cual 2.75 km² corresponden a tierra firme y (0%) 0 km² es agua.

## Demografía
Según el censo de 2010, había 2.658 personas residiendo en Harlem. La densidad de población era de 966,35 hab./km². De los 2.658 habitantes, Harlem estaba compuesto por el 2.11% blancos, el 95.79% eran afroamericanos, el 0.15% eran amerindios, el 0.04% eran asiáticos, el 0.23% eran isleños del Pacífico, el 0.68% eran de otras razas y el 1.02% pertenecían a dos o más razas. Del total de la población el 3.05% eran hispanos o latinos de cualquier raza.